# Vereniging voor het Museum van Hedendaagse Kunst
De Vereniging voor het Museum van Hedendaagse Kunst of De Vereniging (VMHK) is een Gentse kunstvereniging dat in 1957 werd opgericht en zich richtte tot de organisatie van een autonoom museum voor hedendaagse kunst in Gent. Vandaag de dag is de vereniging bekend onder de naam Vrienden van S.M.A.K.

## Ontstaan
In 1957 werd de Vereniging voor het Museum van Hedendaagse Kunst opgericht onder voorzitterschap van stichtend lid Karel Geirlandt. Geirlandt was een Gentse advocaat en kunstverzamelaar. De Vereniging werd opgericht met oog op de oprichting van een autonoom museum voor Hedendaagse Kunst in Gent. Een project dat zich in 1975 realiseerde met de opening van het Museum voor Hedendaagse Kunst of MHK toen gehuisvest in enkele zalen van het Museum voor Schone Kunst (MSK). Het MHK verhuisde in 1999 naar een nieuwe locatie aan de overkant van de straat, in het voormalig Casinogebouw en zette zich verder onder zijn nieuwe en huidige naam; Het S.M.A.K.

## Bestuur en leden
De VMHK kenden doorheen de jaren verschillende voorzitters en leden waaronder diverse verzamelaars.
- Karel Geirlandt (1975-)
- Marc De Cock (ook voorzitter van Jeugd en Plastische Kunst)[2]
- Philippe Leeman
- Anton Herbert

## Collectie
Onder initiatief van de VMHK werd een collectie aangelegd die zich nu grotendeels in het S.M.A.K. bevindt. De werken werden aangekocht met het inkomend lidgeld en de verkoop van grafiekuitgaven en edities. Deze werken werden op verschillende momenten in de tijd geschonken aan de MHK. Daarnaast werden ook werken gedoneerd aan het MSK. De VMHK kocht onder meer topstukken uit de collectie zoals Large Pyramid  (1966) van Gerhard Richter en Sixtyseventh Copper Cardinal (1974) van minimal-artkunstenaar Carl Andre.

### Eerste jaren
In het begin van hun ontstaan voerde de VMHK een aankoopbeleid dat verschilde van deze van het Museum voor Hedendaagse Kunst. Dit beleid stelde dat enkel recente werken verworven werden. Deze werken werden door het VMHK omschreven als "levende kunst", dat volgens hen diametraal stond tegenover de collectie van het MSK. Hiermee wenste de VMHK zich zowel te distantiëren van de collectie van het MSK als deze aan te vullen door de nadruk te leggen op werken van niet-figuratieve aard. Vroege aankopen van de VMHK zijn onder meer Geologische Doorsnede van Louis Van Lint, een beeldhouwwerk van Reinhoud D'haese. Naast Belgische kunst en de Jeune Peinture Belge had de VMHK ook oog voor werk afkomstige uit de Parijse School en meer specifiek werk verboden aan de CoBRA beweging. Daarnaast kocht het ook werk van George Mathieu, een Frans tachismekunstenaar. In de jaren zestig kocht de VMHK werk van de Amerikaanse popartkunstenaars Andy Warhol (Marilyn Monroe) en Jim Dine (Two Hearts).

## Activiteiten

### Tentoonstellingen
De VMHK organiseerde zelf ook meerdere tentoonstellingen zowel binnen als buiten het museum en beschikte over eigen tentoonstelling lokalen aan de Kouter en de Recolletenlei. Hier werden tentoonstellingen gehouden van onder meer Giovanni Anselmo, Stanley Brouwn en Niele Toroni. In 1983 organiseerde het samen met de MHK de tentoonstelling Museum zoekt Museum. Dit naar aanleiding van de 25ste verjaardag van de vereniging. Daarnaast organiseerde het ook diverse debat avonden en stond samen met Jeugd en Plastische Kunst in voor de educatie van Hedendaagse Kunst.

### Kunst Nu
In 1982 lanceerde de vereniging onder initiatief van kunstdocent Leo Van Damme het eigen tijdschrift Kunst Nu. Aan de hand van dit tijdschrift wenste de VMHK zijn publiek te informeren omtrent de Hedendaagse Kunstwereld. Het tijdschrift verving in zekere zin de voordien gedistribueerde pamfletten en folders die de leden ontvingen. Het tijdschrift verkreeg aanzien.

## Het Museum voor Hedendaagse Kunst
Op 1 augustus 1975 opende, onder leiding van Jan Hoet en 13 jaar na de oprichting van de VMHK het MHK of Museum voor Hedendaagse Kunst zijn deuren in enkele zijzalen van het Museum voor Schone Kunsten te Gent (MSK). Het museum opereerde enigszins autonoom van het MSK maar moest wel dezelfde infrastructuur delen. In 1999 verkreeg het museum na lang vechten een eigen gebouw en (her)-opende onder de naam het S.M.A.K.

## Vrienden van S.M.A.K.
Vandaag opereert de Vereniging onder de naam Vrienden van S.M.A.K., en speelt nog steeds een actieve rol in het aankopen van nieuwe werken voor de collectie. De vrienden organiseren tweejaarlijks de Prijs van de Vrienden v/h S.M.A.K. (ook bekend onder Coming People), een wedstrijd dat zich richt tot opkomende (jonge) kunstenaars die recent afstudeerden aan een Belgische kunsthogeschool.